# Puteaux
Puteaux (wymowaⓘ) – miejscowość i gmina we Francji, w regionie Île-de-France, w departamencie Hauts-de-Seine. Przez miejscowość przepływa Sekwana.
Według danych na rok 2012 gminę zamieszkiwało 44 514 osób, a gęstość zaludnienia wynosiła 13 954 osób/km². Wśród 1287 gmin regionu Île-de-France Puteaux plasuje się na 806. miejscu pod względem powierzchni.

## Współpraca
Miejscowości partnerskie:
- Braga, Portugalia
- Esch-sur-Alzette, Luksemburg
- Gan Jawne, Izrael
- Kati, Mali
- Mödling, Austria
- Offenbach am Main, Niemcy

Położenie Puteaux w ramach aglomeracji paryskiej

- Saint-Gilles, Belgia
- Velletri, Włochy